# فرهنگستان فرانسه

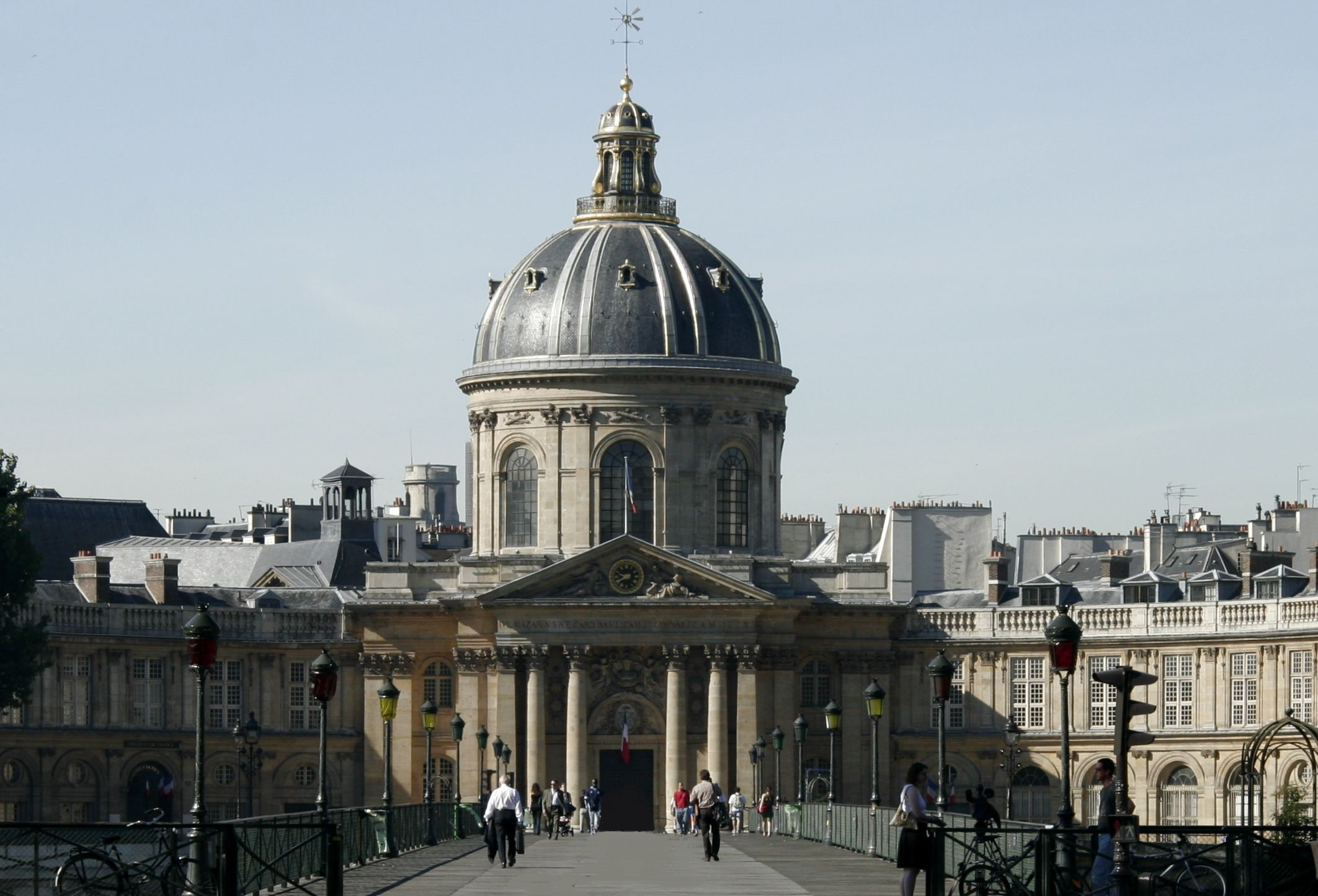
L'Institut de France building

فرهنگستان فرانسه (L'Académie française) که در سال ۱۶۳۵ میلادی و در زمان حکومت لویی سیزدهم پایه‌گذاری شده‌است، یکی از قدیمی‌ترین نهادهای فرانسوی به‌شمار می‌رود. در پی انقلاب فرانسه در سال ۱۷۹۳ از فعالیتهای این مرکز جلوگیری به عمل آمد اما در سال ۱۸۰۳ دوباره توسط ناپلئون بناپارت احیاء شد. فرهنگستان فرانسه دارای چهل عضو انتخابی است.

## فعالیت‌ها
فرهنگستان فرانسه نقشی دوگانه بر عهده دارد:
- مراقبت از زبان فرانسوی
- ادب‌پروری و گسترش زبان فرانسه در جهان

فرهنگستان فرانسه برای ترویج زبان فرانسه راه‌کارهایی اندیشیده‌است که اعطای برخی جوایز ادبی (قریب به شصت جایزه) از آن جمله‌است. مهم‌ترین این جوایز جایزه بزرگ فرهنگستان فرانسه است.

## اعضای فعلی فرهنگستان
- رنه رمون
- هکتور بیانکیوتی
- ژان-دنی بردن
- ژان ماری لوستیژه
- آسیه جبار
- مارک فومارولی
- ژاکلین وورم دو رومیلی
- میشل دئون
- آلن دکو
- فلورانس دله
- گابریل دوبروگلی
- ژان دورمسون
- پیر مسمر
- الن کارر دانکوس
- فردریک ویتو
- والری ژیسکار دستن
- اریک اورسنا
- میشل سر
- پیر موآنو
- آنژلو رینالدی
- فلیسین مارسو
- رنه دو اوبالدیا
- پیر روزنبرگ
- (کرسی خالی شماره ۲۴)، از زمان درگذشت ژان فرانسوآ رول تاکنون خالی است.
- (کرسی خالی شماره ۲۵)، از زمان درگذشت ژان برنار تاکنون خالی است.
- ژان ماری روآر
- پیر نورا
- ژان کریستف روفن
- امین مالوف
- موریس درون
- ژان دوتور
- (کرسی خالی شماره ۳۲)، از زمان درگذشت آلن رب گری‌یه تاکنون خالی است.
- میشل مور
- فرانسوآ شنگ
- ایو پولیکن
- ژان فرانسوآ دنیو
- رنه ژیرار
- فرانسوآ ژاکوب
- برتران پوآرو دلپش
- پیر ژان رمی
- گزاویه دارکو